# ブタナールデヒドロゲナーゼ
ブタナールデヒドロゲナーゼ（butanal dehydrogenase）は、酪酸代謝酵素の一つで、次の化学反応を触媒する酸化還元酵素である。
ブタナール + CoA + NAD(P)+ {\displaystyle \rightleftharpoons } ブタノイルCoA + NAD(P)H + H+
反応式の通り、この酵素の基質はブタナールと補酵素AとNAD+またはNADP+、生成物はブタノイルCoAとNADHまたはNADPHとH+である。
組織名はbutanal:NAD(P)+ oxidoreductase (CoA-acylating)である。